# Franjo Josip II., knez Lihtenštajna
Franjo Josip II. (Franjo Josip Marija Alojz Alfred Karlo Ivan Henrik Mihael Đuro Ignac Benedikt Gerhard Majela; Deutschlandsberg, 16. kolovoza 1906. - Grabs, 13. studenog 1989.), četrnaesti knez Lihtenštajna. 

## Životopis
Franjo Josip II. bio je sin princa Alojza i nadvojvotkinja Elizabeta Amalije Austrijske. On je naslijedio njegovog prastrica, Franju I., koji je bio bez djece. Njegov otac se odrekao prava na nasljeđivanje, u njegovu korist 1923. godine. Za vrijeme njegove vladavine žene su dobile pravo glasa po prvi put, nakon referenduma o toj temi (gdje su glasovali samo muškarci) 1984. godine. Franjo Josip je bio iznimno popularan suveren u Lihtenštajnu, a zanimljivo je da je bio prvi vladajući knez koji je trajno boravio u Lihtenštajnu.
Za vrijeme njegove vladavine odvijao se Drugi svjetski rat u kojem je Lihtenštajn ostao neutralna država. Neposredno prije kraja rata knez Franjo Josip II. je odobrio politički azil za 494 ruskih emigranata pod vodstvom generala Borisa Smyslovskog. Pod njegovom vlašću 1949. Vojvodstvo je član Međunarodnog suda pravde, a 1978. su primljeni u Vijeće Europe.
Godine 1984. Franjo Josip II. je počeo prenositi svoje ovlasti te povjeravati upravu nad kneževinom sinu Ivanu Adamu II., ali zadržavajući naslov suverenog kneza. Ivan Adam je formalno naslijedio dužnost kneza Lihtenštajna nakon smrti svog oca 13. studenog 1989. godine. Franjo Josip II. i njegova supruga Gina bili su članovi Reda Svetog groba u Jeruzalemu s činovima Viteza i Dame Velikog križa. 
Franjo Josip II. je umro u Grabsu 13. studenog 1989. godine. Pokopan je zajedno sa suprugom Katedrali sv. Florijana u Vaduzu.

## Brak i potomstvo
7. ožujka 1943. Franjo Josip II. se oženio za groficu Georginu od Wilczeka. Imali su petero djece:
- Princ Ivan Adam II. (r. 14. veljače 1945.)
- Princ Filip Erazmo (r. 19. kolovoza 1946.)
- Princ Nikolaj (r. 24. listopada 1947.)
- Princeza Nora (r. 31. listopada 1950.)
- Princ Franjo Josip (19. studenog 1962. – 28. veljače 1991.)

## Vanjske poveznice

### Mrežna sjedišta
- (engl.) Životopis na stranicama Kneževske obitelji Liechtenstein

### Sestrinski projekti
|  | Zajednički poslužitelj ima još gradiva o temi Franjo Josip II., knez Lihtenštajna |